# Utting am Ammersee
Utting am Ammersee je obec v německé spolkové zemi Bavorsko, v zemském okrese Landsberg am Lech ve vládním obvodu Horní Bavorsko.
Žije zde přibližně 4 700 obyvatel.

## Poloha
Obec leží na břehu jezera Ammersee. Sousední obce jsou: Dießen am Ammersee, Finning, Schondorf am Ammersee a Windach.